# Hrabstwo Green Lake
Hrabstwo Green Lake (ang. Green Lake County) – hrabstwo w stanie Wisconsin w Stanach Zjednoczonych.
Obszar całkowity hrabstwa obejmuje powierzchnię 380,44 mil² (985,33 km²). Według szacunków United States Census Bureau w roku 2009 miało 18 472 mieszkańców. Jego siedzibą administracyjną jest Green Lake.
Hrabstwo zostało utworzone z Marquette w 1858. Nazwa pochodzi od najgłębszego jeziora stanu – Green.
Na obszarze hrabstwa znajdują się rzeki Fox, Grand, Rock i White oraz 36 jezior.

## Miasta
- Berlin
- Brooklyn
- Green Lake – city
- Green Lake – town
- Kingston
- Mackford
- Markesan
- Manchester
- Marquette
- Princeton - town
- Princeton - city
- Seneca
- St. Marie

## CDP
- Dalton

## Wioski
- Kingston
- Marquette